# Сосна кримська
Сосна́ кри́мська, сосна Палляса, сосна Палласова (Pinus nigra ssp. pallasiana) — підвид європейської чорної сосни (Pinus nigra), раніше розглядався як окремий вид. Сосна Палласа отримала  свою назву на честь натураліста П. С. Палласа, який написав у XVIII ст. першу «Флору Росії».

## Поширення

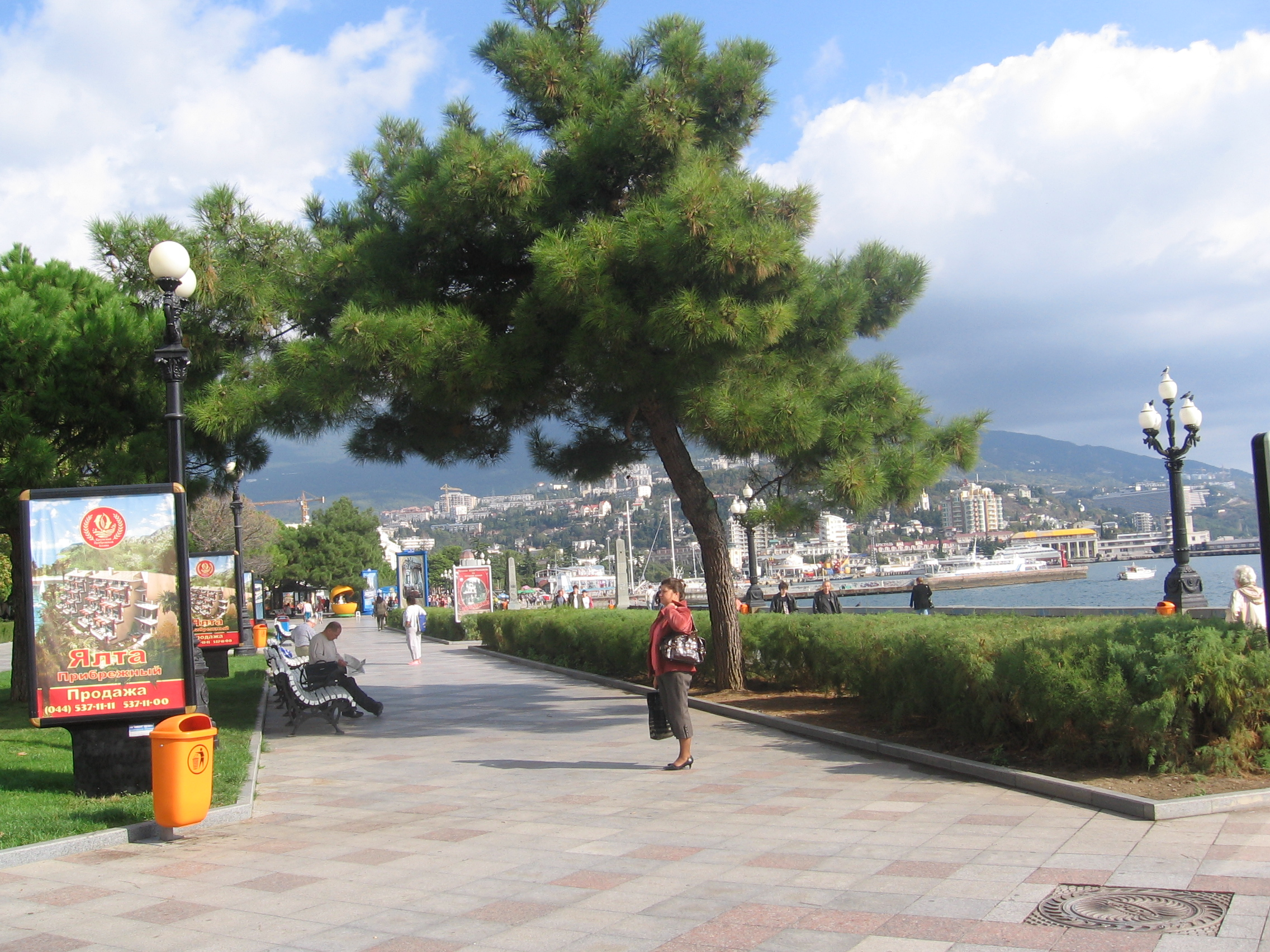
Сосна на набережній Ялти

У природі трапляється в Криму, на Кавказі, в Малій Азії.
У Криму утворює світлі ліси на схилах яйли на висоті 800–1000 м. На Кавказі трапляється південніше Геленджика в приморській смузі на висоті 300 м над рівнем моря. До ґрунтів невибаглива. Росте швидко й за 15–40 років приносить насіння.

## Морфологічна характеристика
Дерево до 20–30 м заввишки з темним, майже чорним стовбуром і широкою парасолькоподібною кроною. Жовтувато-бурі пагони покриті своєрідним малюнком, утвореним слідами від опалої хвої. Хвоя по дві в пучку, дещо зігнута, колюча, завдовжки 8–15 см, темно-зелена, щільна. Шишки подовжено-яйцеподібної форми завдовжки 8–10 см. Посухостійка, росте швидко й маловимоглива до ґрунту, мириться навіть з вапняними ґрунтами. Бруньки конічні, гострі. Пагони вохристо-жовті, або майже помаранчеві. Шишки яйцеподібно-конічні, майже сидячі, дозрівають на 2-й рік після цвітіння. Насіння довжиною 5–7 мм, бурувато-сіре, неправильної овальної форми, вага 1000 насінин 22–26 г, схожість — 85 відсотків. Хвоя парна, жорстка блискуча, тримається 4–5 років.

## Використання
Стрункі, добре очищені від суків стовбури — чудовий будівельний матеріал; однак часто стовбури бувають викривленими. Деревина цінується в деревообробній промисловості. Кримська сосна може бути використана для залісення крутих схилів і як декоративне дерево в парках та на бульварах на півдні країни.

## Галерея

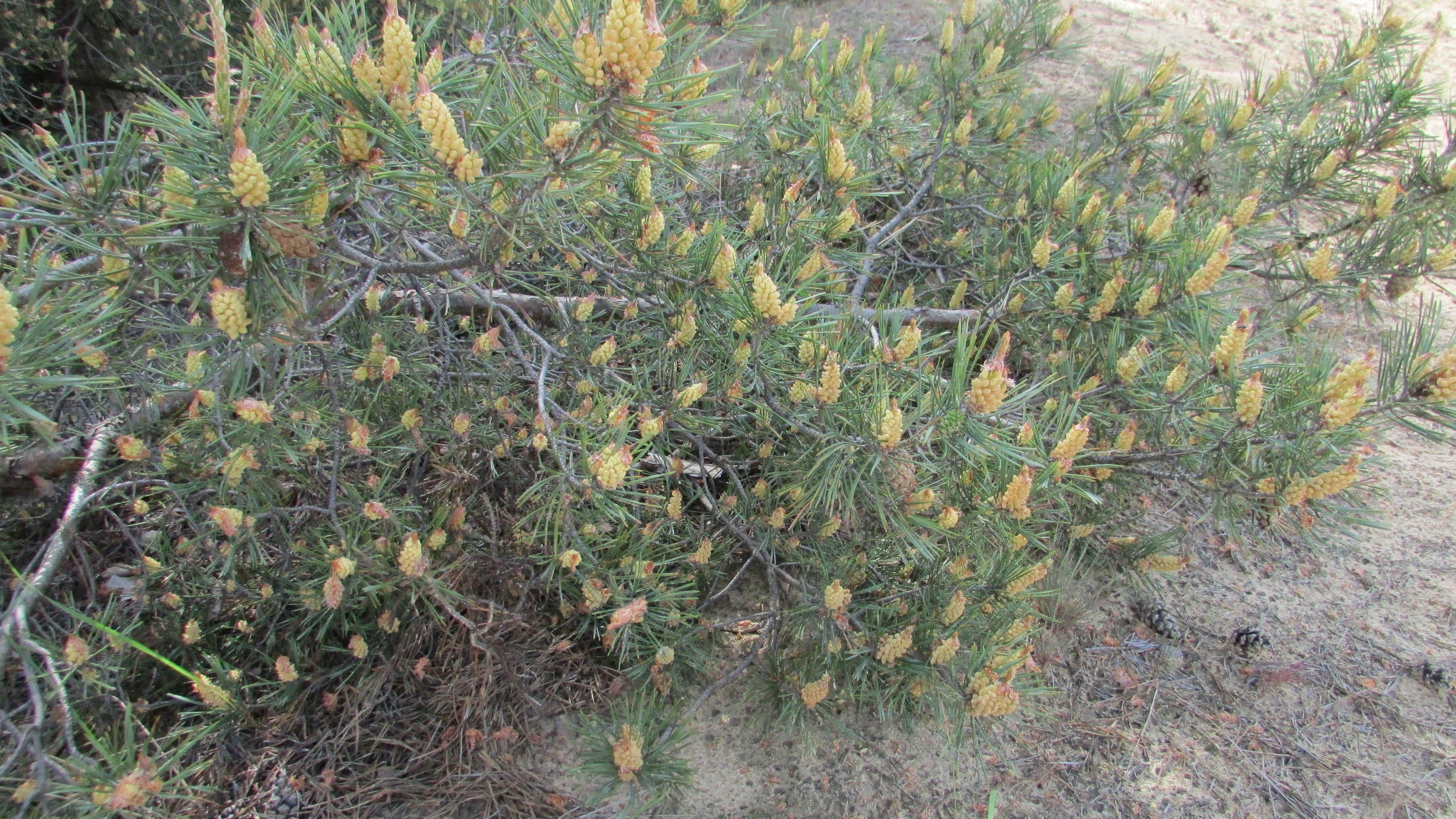
Кримська сосна під час «цвітіння». Національний природний парк» Олешківські піски»
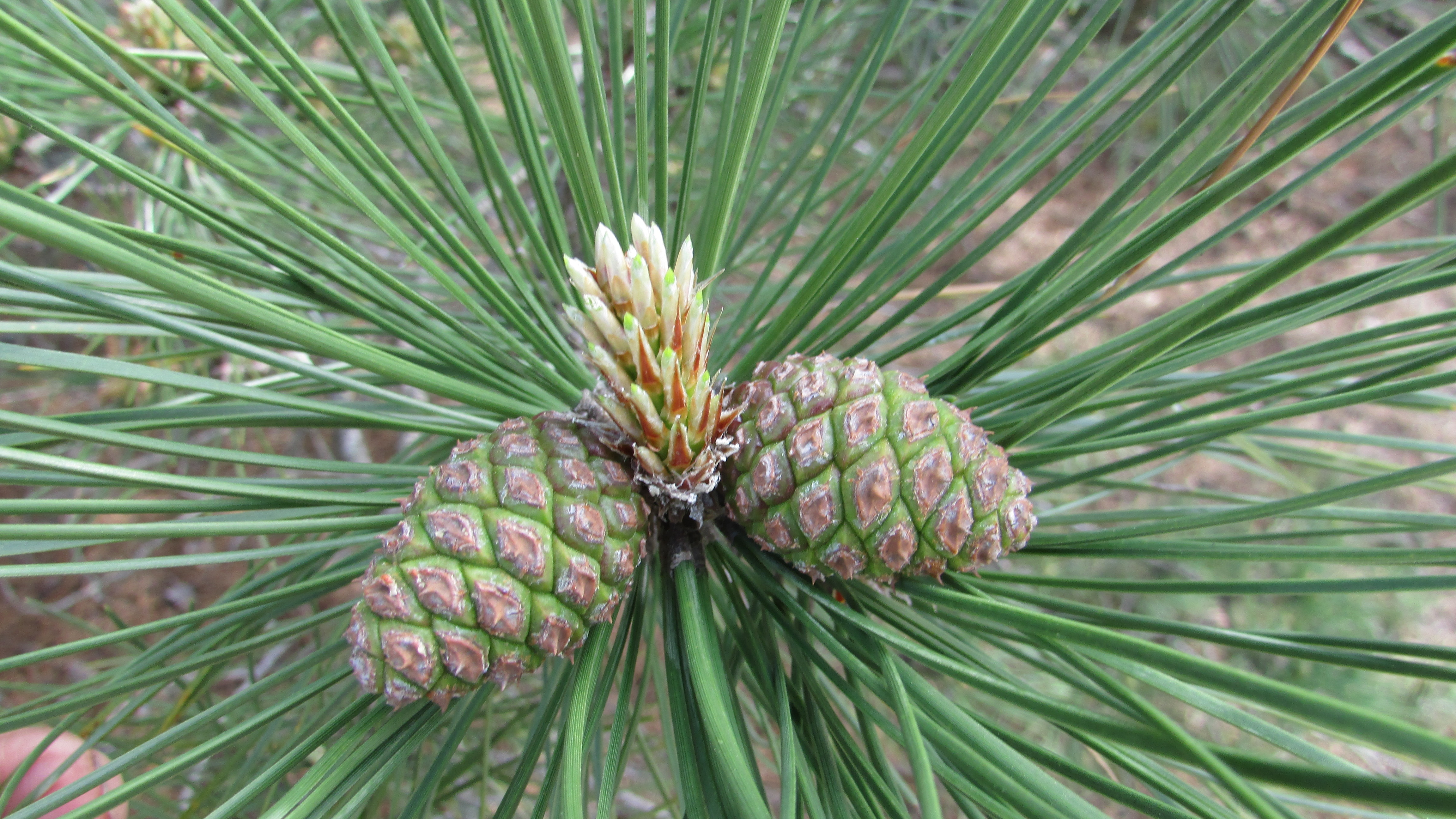
Жіночі (насіннєві) шишки кримської сосни
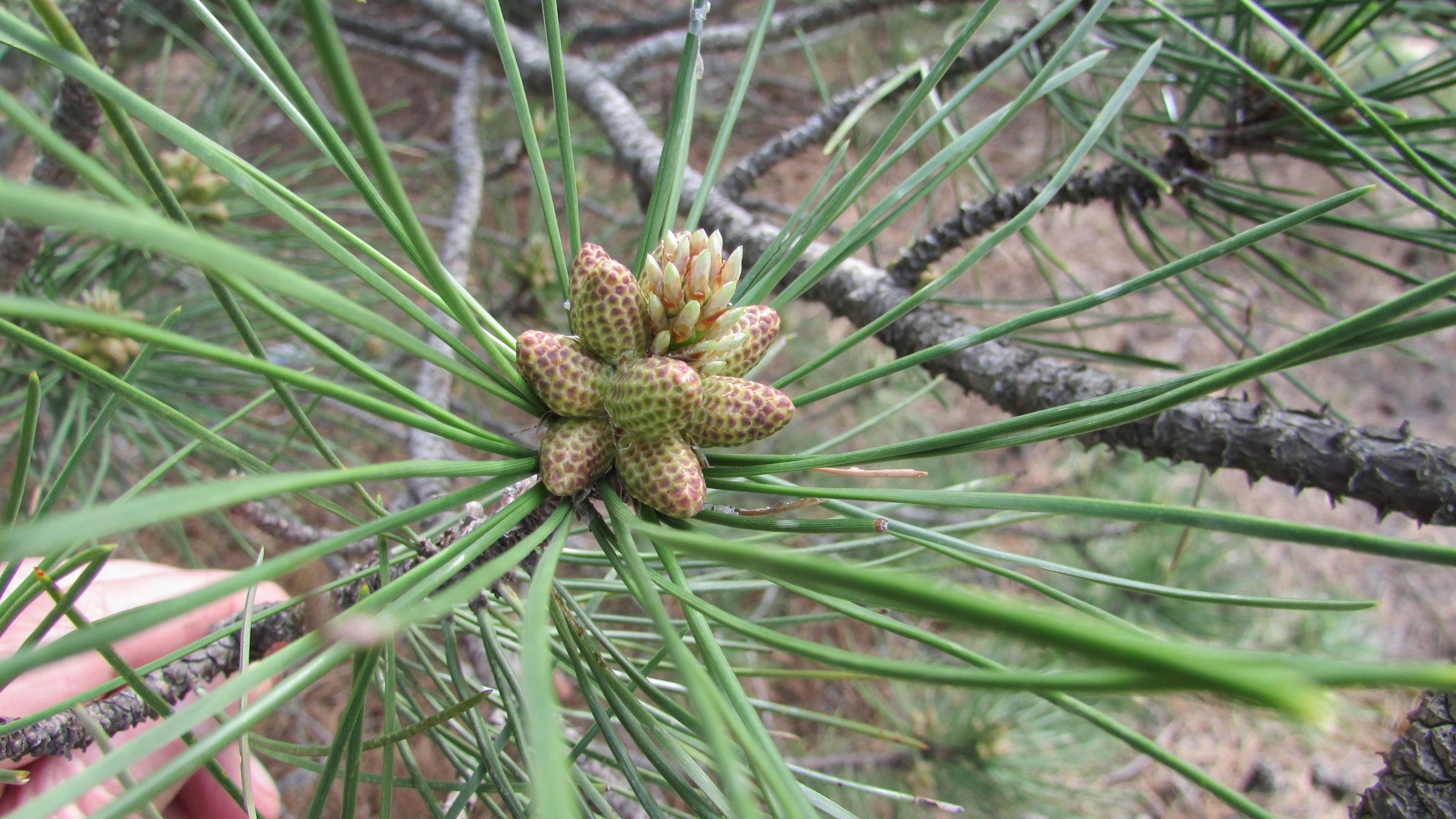
Чоловічі (пилкові) шишки сосни Палласа